# 그들의 포옹
《그들의 포옹》은 1996년 2월 26일부터 1996년 4월 23일까지 방영된 MBC 월화 미니시리즈로, 《별》 후속으로 방영되었다. 이 드라마는 검은 돈을 파헤치는 사법 연수원생들의 활약과 갈등, 사랑을 통해 법의 양지와 음지를 조명하였다.

## 출연진
- 김승우 : 유정인 역
- 이영애 : 김승혜 역
- 김현아 : 강영주 역
- 최민식 : 안동출 역
- 안재욱 : 지연우 역
- 조경환 : 장현조 역
- 송재호 : 강창국, 영주의 아버지 역
- 전광렬 : 이경안, 현조의 수행원 역
- 임현식 : 정래 역
- 김수미
- 임대호
- 안정훈 : 한세 역
- 주용만 : 우길상 역
- 오욱철 : 오 반장 역
- 오승명 : 지향원, 연우의 아버지 역
- 김소원 : 영주의 할머니 역
- 최종환 : 신동우 검사 역
- 김세민 : 윤호진 역
- 김홍석
- 윤용현
- 조미령
- 이인혜 : 수연 역

## 결방
- 1996년 3월 19일 - 1996년 하계 올림픽 축구 남자 아시아 지역 예선 <카자흐스탄 VS 한국> 중계로 결방(전날 7~8회 연속)
- 1996년 3월 25일 ~ 26일은 MBC 노조 파업으로 인해 제작되지 못해 그 시간에 드라마 《눈먼 새의 노래》가 재방송되었다.[1]